# Розовата пантера 2
„Розовата пантера 2“ (на английски: The Pink Panther 2) е американска комедия от 2009 година на режисьора Харълд Цварт. Той е единадесетият филм на филмовата поредица „Розовата пантера“ и е продължение на едноименния филм от 2006 г., рестарт на популярната комедийна поредица.
Стийв Мартин, който повтаря ролята си на инспектор Клузо, е съсценарист на филма с Скот Нюстадър и Майкъл Уебър. Той е копродукция между „Метро-Голдуин-Майер“ и „Кълъмбия Пикчърс“. Снимките започват в Париж на 20 август 2007 г., след това се премества в Бостън след няколко седмици, където снимките приключват на 2 ноември 2007 г.
Джон Клийз замества Кевин Клайн като началник Драйфус, а Жан Рено и Емили Мортимър повтарят съответните си роли на Понтон (партньорът на Клузоо) и Никол Дюран (гаджето на Клузо). Бийонсе не е завърнала за продължението, а Айшуария Раи Бачан изиграва ролята на криминалния експерт Соня Соландрес. Анди Гарсия, Юки Мацузаки и Алфред Молина играят ролите на международните детективи – италианския инспектор Винченцо Бранкалеоне, японския инспектор Кенджи Мацуто и британския инспектор Рандъл Пепъридж.
Премиерата на филма е пусната по кината в Северна Америка на 6 февруари 2009 г.

## Актьорски състав
- Стийв Мартин – инспектор Жак Клузо
- Айшуария Раи Бачан – Соня Соландрес/Торнадото
- Жан Рено – Понтон
- Емили Мортимър – Никол Дюран
- Анди Гарсия – Винченцо Бранкалеоне
- Алфред Молина – Рандъл Пепъридж
- Юки Мацузаки – Кенджи Мацуто
- Джон Клийз – началник Чарлс Драйфус
- Лили Томлин – Ивет Беринджър
- Джони Халидей – Лорънс Милкин
- Джеръми Айрънс – Алонсо Авеланеда
- Джефри Палмър – комисар Жубер
- Евгений Лазарев – Папата

## В България
В България филмът е пуснат по кината на 13 февруари 2009 г. от „Александра Филмс“.
На 17 август 2009 г. е издаден на DVD от „А Плюс Филмс“.
На 9 март 2013 г. е излъчен за първи път по TV7.
На 8 ноември 2014 г. се излъчва по каналите на „Нова Броудкастинг Груп“.
На 2 януари 2016 г. е излъчен и по БНТ 1 с български субтитри до 2017 г.